# Eupelmus caesar
Eupelmus caesar är en stekelart som beskrevs av Girault 1929. Eupelmus caesar ingår i släktet Eupelmus och familjen hoppglanssteklar. Inga underarter finns listade i Catalogue of Life.